# Ciències exactes

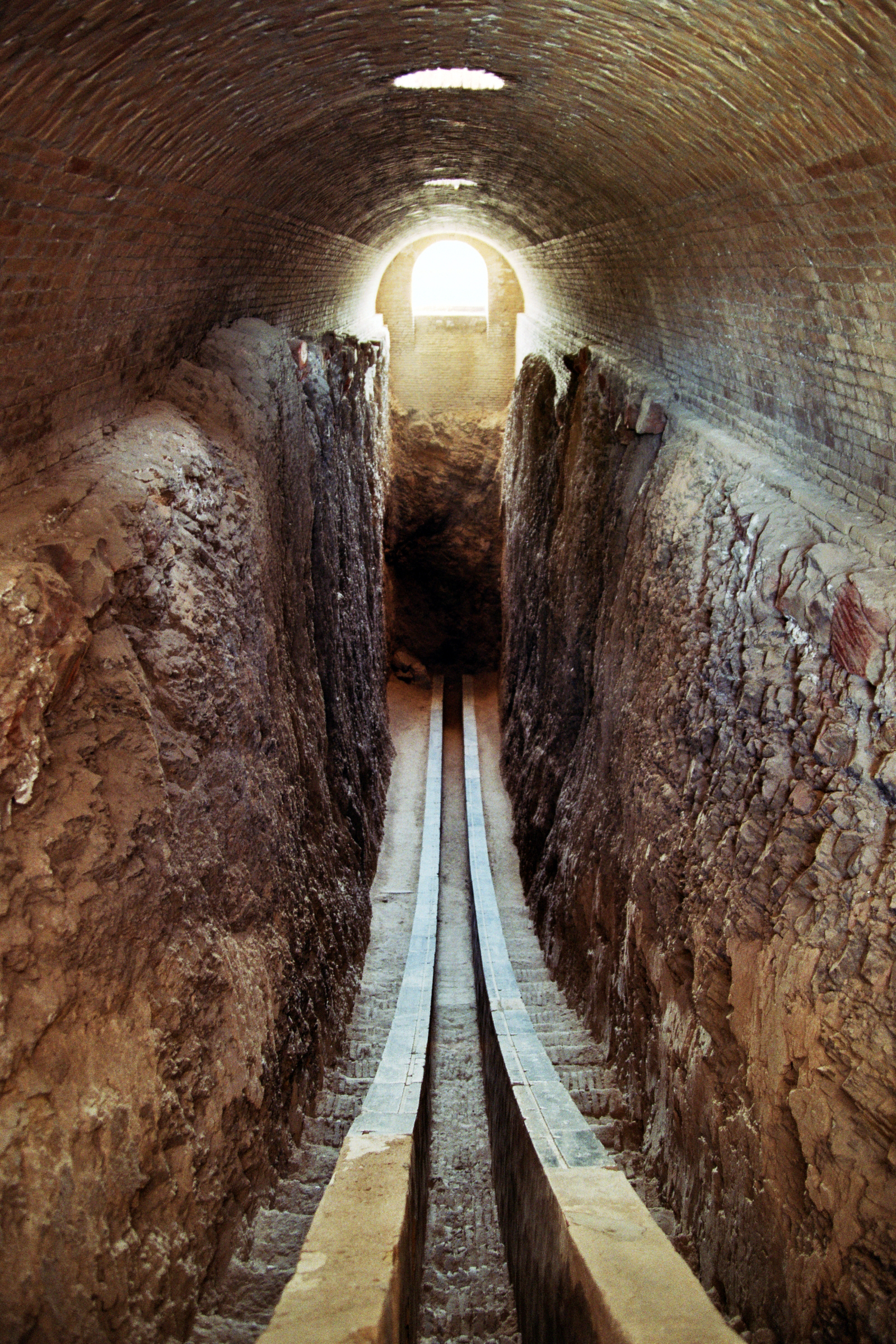
Arc meridià d'Ulugh Beg per a mesures astronòmiques precises (s. XV)

Les ciències exactes, de vegades anomenades ciències matemàtiques exactes són aquelles ciències "que admeten una precisió absoluta en els seus resultats"; sobretot les ciències matemàtiques. Uns exemples de ciències exactes són la matemàtica, l'òptica, l'astronomia i la física, que molts filòsofs de Descartes, Leibniz i Kant als positivistes lògics van prendre com a paradigmes del coneixement racional i objectiu. Aquestes ciències s'han practicat en moltes cultures des de l'Antiguitat als temps moderns. Tenint en compte la seva vinculació amb les matemàtiques, les ciències exactes es caracteritzen per una expressió quantitativa precisa, prediccions precises i / o mètodes rigorosos de prova d'hipòtesis que impliquin prediccions i mesures quantificables.
La distinció entre les ciències exactes quantitatives i aquelles ciències que tracten les causes de les coses es deu a Aristòtil, que distingia les matemàtiques de la filosofia natural i considerava que les ciències exactes eren les "més naturals de les branques de les matemàtiques". Tomàs d'Aquino va utilitzar aquesta distinció quan va assenyalar que l'astronomia explica la forma esfèrica de la Terra mitjançant un raonament matemàtic mentre que la física ho explica per causes materials. Aquesta distinció va ser acceptada àmpliament, però no universalment, fins a la revolució científica del segle xvii. Edward Grant va proposar que un canvi fonamental que conduís a les noves ciències era la unificació de les ciències i la física exactes per part de Kepler, Newton i altres, que va derivar en una investigació quantitativa de les causes físiques dels fenòmens naturals.